# Parafia Najświętszej Maryi Panny Ostrobramskiej Matki Miłosierdzia w Drogoszach
Parafia Najświętszej Maryi Panny Ostrobramskiej Matki Miłosierdzia w Drogoszach – parafia rzymskokatolicka znajdująca się w archidiecezji warmińskiej, w dekanacie Reszel.